# Teresa Maldonado Barahona
Teresa Maldonado Barahona (Bilbao, 1966) es una profesora de Filosofía y Ética de enseñanza secundaria, y activista feminista que fue directora general de promoción de la igualdad y no discriminación en el Ayuntamiento de Madrid.

## Biografía
Es licenciada en Filosofía por la Universidad del País Vasco (1989). Desde 1998 es profesora de Filosofía y Ética en Institutos de Enseñanza Secundaria en el País Vasco.
Inició su militancia feminista a mediados de los años ochenta en el grupo de mujeres jóvenes de Bilbao Matarraskak (vinculado a la Asamblea de Mujeres de Bizkaia, pero independiente de ella) y en el Grupo de Mujeres de Zorroaga, en la Facultad de Filosofía y Ciencias de la Educación en San Sebastián. Ha pertenecido durante más de dos décadas a la Asamblea de Mujeres de Bizkaia. Fue vicepresidenta del Consejo Municipal de las Mujeres por la Igualdad de Bilbao y presidenta de su Comisión Ejecutiva desde su puesta en marcha hasta junio de 2008. Fue presidenta y socia fundadora de Bizitzeko (Plataforma del País Vasco por la legalización de las drogas) hasta su disolución en 2009. Pertenece a FeministAlde!, colectivo feminista, anticapitalista e internacionalista de Bilbao. Pertenece a Hezkuntza Laikoa, una asociación del País Vasco de docentes y familias en defensa de la laicidad en la educación.
Es formadora sobre teoría feminista en diversos posgrados (máster en Igualdad de Hombres y Mujeres, máster en Participación y Desarrollo comunitario de la UPV-EHU, máster en Género y Desarrollo de la UB), en algunas Escuelas para el empoderamiento de las mujeres en los municipios de la Comunidad Autónoma del País Vasco, y en el Centro de Documentación de Mujeres "Maite Albiz" de Bilbao.
De 2017 a 2019 fue directora general de promoción de la igualdad y no discriminación en el Ayuntamiento de Madrid.
Escribe artículos en revistas especializadas, libros colectivos y prensa. Es colaboradora de la revista Pikara Magazine.

## Obras
- Hablemos claro. Retórica y uso del lenguaje en el feminismo (Catarata, 2021).[11]

## Premios y reconocimientos
- 2022 Premio Euskadi de Literatura en la categoría de Ensayo, por Hablemos claro.[12]